# ダイアナステークス
ダイアナステークス（Diana Stakes）は、アメリカ合衆国のサラトガ競馬場にて、毎年7月に開催される競馬の競走である。

## 概要
グレード制ではG1に類される。芝9ハロンで施行される別定戦で、出走条件は3歳以上の牝馬。1943年から1945年までの3回のみ、ベルモントパーク競馬場で開催されている。
1939年に創設され、当時はダート9ハロンのハンデキャップ戦であり、名称も「ダイアナハンデキャップ」であった。1973年にG2競走に格付けされ、同時に施行条件が芝9ハロンに変更となっている。2003年よりG1に昇格された。2007年から施行条件が別定戦になり、名称も現在のものに変更されている。

## 近年の勝ち馬
※GI昇格以降
- 2025年 Excellent Truth
- 2024年 Whitebeam
- 2023年 Whitebeam
- 2022年 In Italian
- 2021年 Althiqa
- 2020年 Rushing Fall
- 2019年 Sistercharlie
- 2018年 Sistercharlie
- 2017年 Lady Eli
- 2016年 Dacita
- 2015年 Hard Not to Like
- 2014年 Somali Lemonade[1]
- 2013年 Laughing
- 2012年 Winter Memories
- 2011年 Zagora
- 2010年 Proviso
- 2009年 Forever Together
- 2008年 Forever Together
- 2007年 My Typhoon
- 2006年 Angara
- 2005年 Sand Springs
- 2004年 Wonder Again
- 2003年 Voodoo Dancer